# Centre hospitalier Lagny - Marne-la-Vallée
Le centre hospitalier Lagny - Marne la Vallée est un ancien hôpital, situé au no 31 de l'avenue du Général-Leclerc à Lagny-sur-Marne, en Seine-et-Marne. Il fut construit en 1896 et fermé plus d'un siècle plus tard, en 2012, et remplacé par le Grand Hôpital de l'Est Francilien de Marne-la-Vallée situé à Jossigny, en Seine-et-Marne. 
La démolition des bâtiments commence en 2017 et se termine en octobre 2018. L'aménagement du nouveau quartier baptisé Saint-Jean se fait en 2020, et accueille ses premiers résidents en 2021.

## Histoire
Il existe dans les archives de Lagny-sur-Marne ce paragraphe : 

« l’hostel Dieu de Lagny a esté fondé en l’an six cent par St Foucy, 1er abbé et fondateur de l’abbaye St Pierre dudit Lagny, suivant l’antienne coustume des églizes chatédralles, collégiales et abbayes près desquelles on fondoit des hospitaux qui estoient régis, qui par les éveques ou doiens, qui par les abbez »

Il est très difficile de faire un relevé chronologique précis de l'histoire de cet établissement, mais il s'avère qu'en 1198, des documents attestent qu'il existait un Hôtel-Dieu qui se trouvait rue Delambre qui prendra le nom de Saint-Jean-Baptiste au XIVe siècle. Plus tard, un récit de Jean Lebeuf apprend que. : 

« l'Hôtel-Dieu de Lagny est ancien, suivant qu'il paroît par le portail qui donne sur la dure, lequel est du treizième siècle au plus tard. Les deux battans de la porte sont séparés par une grande statue de pierre qui représente le Sauveur tenant un livre... »

Et qu’en 1351, les revenus de l’Hôtel-Dieu provenaient de loyers et rentes de terres et de bâtiments sur Lagny et environs dont il était propriétaire, ainsi qu’une ferme à Bussy-Saint-Georges et une rente de blé sur Trilbardou.  
En 1662, Louis XIV ordonna que chaque ville ou gros bourg du royaume doit avoir un hospice général. Un règlement datant de 1670 ordonne également de rejeter à quatre lieues de Paris les pauvres, Lagny étant à 7 lieues de Paris, Hôtel-Dieu de la ville doit accueillir par obligation un grand nombre de mendiants et d’enfants orphelins. 
L'établissement sera renommé « Hôpital Général » en 1672 par Louis XIV et officialisé par un parchemin daté du 16 mai 1675, administré par des religieuses, puis Hospice Civil au moment de la révolution en 1792 avec un changement de direction, la municipalité assurant cette fonction. En 1842, la direction est à nouveau donnée à des religieuses, les Sœurs de Saint-Vincent de Paul qui resteront en place jusqu'en 1966. Les revenus continuent à arriver, le roi donna à l'hospice les terres de l'ancienne maladrerie de Gournay, les terres d'Hermières, et des biens sur Chelles. De cette époque à 1764, l'hospice de Lagny posséda une ferme à Bussy ; des terres et des prés aux environs de Lagny, dans la prairie de Torcy ; des biens à Lagny, Champs, Annet et autres lieux, auxquels il faut rajouter, rentes, donations, fondations pieuse, quêtes et aumônes de l’abbaye. Le revenu annuel s’élevait à 13 000 livres.
Le nombre de personnes accueilli à l'Hôpital Général est de 25 adultes et enfants, ceux-ci en fonction de leur état de santé, travaillaient à la cuisine, couture ou jardin. Les enfants reçoivent une éducation et un apprentissage aux frais de l'hôpital.

### La Révolution
La Révolution fut un grand tournant dans l'avenir de l’Hôpital Général. Tous les biens nationaux sont vendus, les droits seigneuriaux sont supprimés et l'abbaye fut fermée. La chapelle de hôpital fut transformée en « tribunal de la justice de paix, la Société populaire et le Comité de surveillance ». En 1794, il est envisagé également de transférer les pensionnaires de l'Hôpital Général à La Grange du Bois, pour que la gendarmerie puisse s'y installer, le projet ne s'est pas réalisé.
C'est à partir du milieu du XIXe siècle que l'Hôpital Général accueillit des blessés qui étaient principalement les ouvriers qui travaillaient à la construction de la ligne de chemin de fer Paris - Meaux en 1848 et 1850 et des malades touchés par l’épidémie de choléra en 1832 et 1849.

### Déménagement

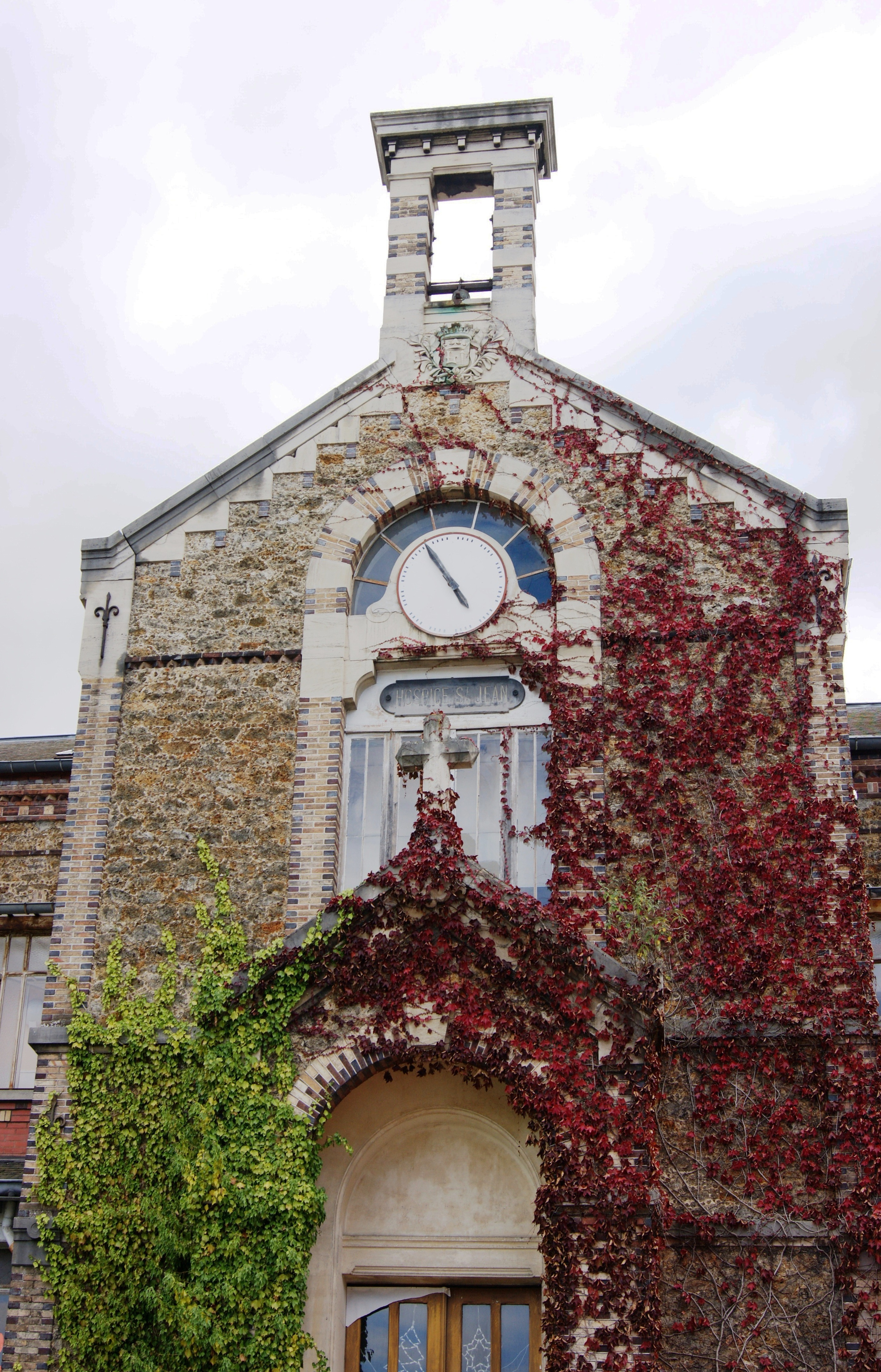
Bâtiment Saint-Jean - Centre hospitalier Lagny - Marne la Vallée.

Outre le fait que ce bâtiment abritait un hospice, il y avait également des classes de jeunes filles et un asile pour de jeunes enfants. Datant du XIIIe siècle ce dernier était vétuste, exiguë et n'était plus adapté de recevoir et soigner, dans de bonnes conditions d'hygiène et de salubrité des patients, les revenus baissaient, les bâtiments n’étaient plus entretenus. 
En 1864, à la suite d'une épidémie de variole, le docteur Gatien Bonnet, également maire de Lagny émit le projet de déménager cette structure. Il fallut quinze ans pour réunir les fonds et finaliser le projet. La première difficulté ayant été de trouver un terrain pour accueillir cet hospice, dans un premier temps, le « clos Saint-Laurent » avait été proposé mais sur contestations de riverains, cette idée a été abandonnée. La solution trouvée a été de réunir trois terrains appartenant à Messieurs Aureau, Bautain et Fleury pour en faire qu'une parcelle. Monsieur Aureau donna un terrain supplémentaire à la seule condition que la rue construite pour acheminer les eaux perdues vers la Marne porte le nom de sa fille « Marthe Aureau ». Quant aux fonds, une habitante, Mademoiselle Henriette Joséphine Patin offre un prêt de 150 000 francs et lègue tous ses biens à l’hospice à son décès en 1878.
La construction commence en 1876, dure trois ans et s’élève à 44 005 165 francs. En 1879, l'hôpital déménage enfin avenue du Général-Leclerc (anciennement route de Melun) et prend possession du seul bâtiment qui le composait et qui fut construit sous les instructions de l'architecte Julien Frédéric Hottot. Des bâtiments seront construits au fur et à mesure des besoins, en 1899, Monsieur le Baron Alphonse de Rothschild offre la somme de 10 000 francs pour la construction d'une maternité, en 1891, un bâtiment « pavillon des incurables » verra le jour, il servira à isoler les malades pour éviter les épidémies, ce dernier fermera uniquement en 1970. En 1927, un « pavillon des vieillards » voit le jour, ce bâtiment sera baptisé « Colonel Durand » en 1949. Puis, la construction de bâtiments administratifs ou hospitaliers continua entre 1956 et 1982.

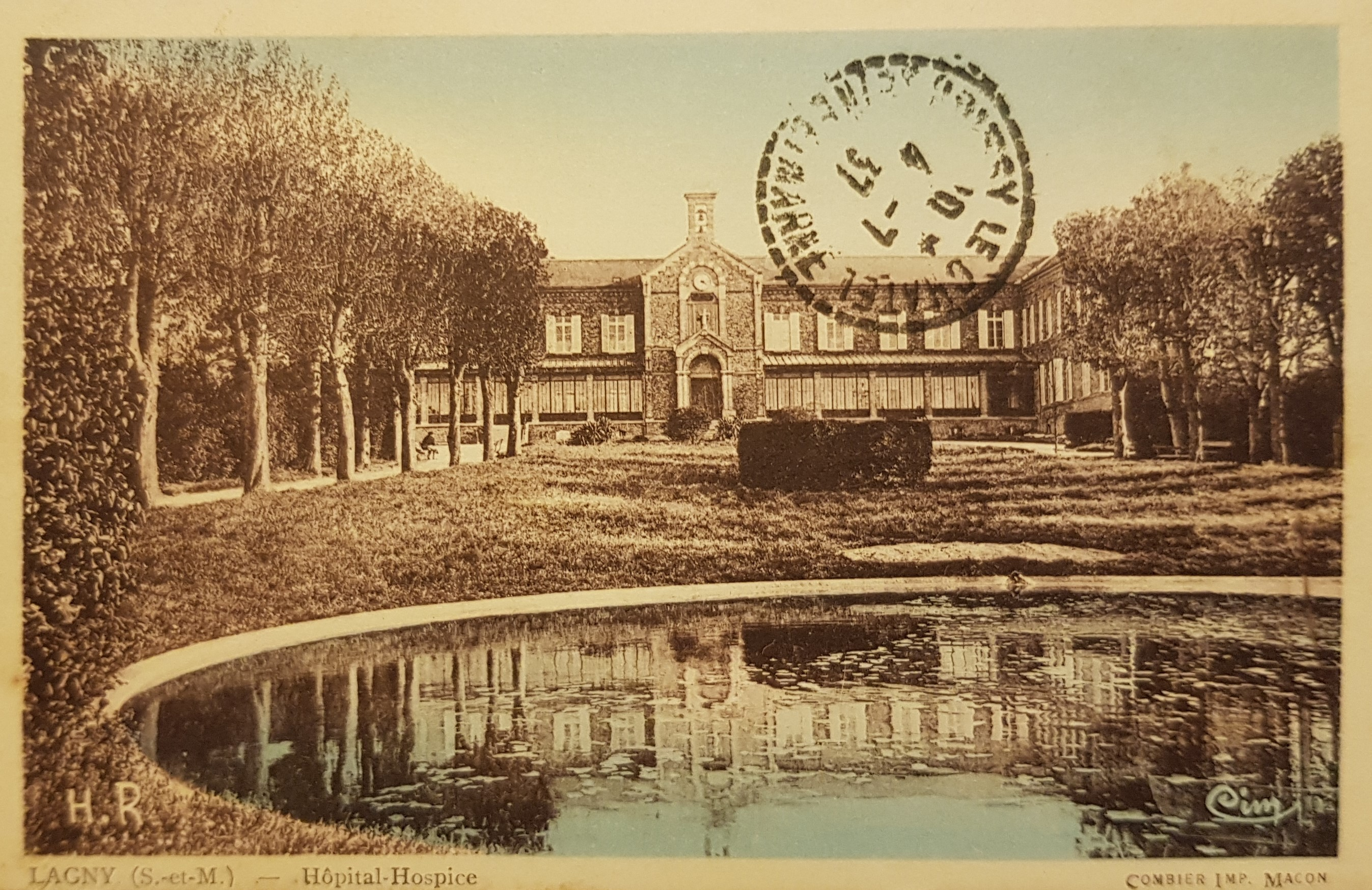
L'ancien hospice Saint-Jean.

Une école d'infirmière se créa en 1962 et se situait dans le château du Val Fleury acheté en 1953. Et en 1971, une école d'aides-soignantes. Une chapelle était également sur ce site, elle était située dans le premier bâtiment construit Saint-Jean, les vitraux en place étaient ceux qui existaient dans l'établissement de la rue Delambre. La cloche du clocher de ce bâtiment, nommée Magdeleine, que l'on peut toujours apercevoir est classée au titre de objets protégés au titre des Monuments Historiques en date du 2 octobre 1942 et date de 1631.

### Fermeture et transition
L'hôpital Lagny - Marne la Vallée ferme en 2012, et est remplacé par le Grand Hôpital de l'Est Francilien situé à Jossigny, en Seine-et-Marne.
Début avril 2015, il est décidé que tous ces bâtiments voués à la destruction pouvaient servir de support d'art, et une vingtaine d'artistes acceptent de recouvrir les 3 000 m2 de façade de leur peinture. Ces artistes viennent d'horizon divers et leurs créations sont variées : certains s'occupent des collages et d'autres des graffitis.

## Quartier Saint-Jean
La démolition des bâtiments commence en 2017 et se termine en octobre 2018. L'aménagement de ce nouveau quartier commencera avec la construction d'une maison de santé qui est prévue en ouverture à la fin de l'année 2018. Le reste de l'aménagement avec construction de 850 logements commence début 2019,,. Un EHPAD est également prévu.
La première phase de travaux se termine fin 2020. 200 logements, dont 34 recréés dans des locaux de l'ancien hôpital, sont livrés dès les premiers jours de l'année 2021 et accueillent leurs premiers résidents qui feront leurs doléances et se plaindront de « malfaçons » courant mai de la même année.